# Campeonato Argentino de Mayores 2004
El Campeonato Argentino de Mayores de 2004 fue la sexagésima edición del torneo de uniones regionales organizado por la Unión Argentina de Rugby. El torneo se llevó a cabo principalmente entre el 6 de marzo y el 3 de abril de 2004. La subzona Sur de la Zona Desarrollo se llevó a cabo entre el 7 y el 11 de abril en Trelew, Provincia del Chubut.
Debido a la reestructuración del torneo programada para la siguiente edición, hubo ciertos cambios al sistema de ascensos y descensos durante esta temporada: no hubo descenso en la Zona Campeonato y los ascensos de la Zona Ascenso aumentaron de 1 a 2. Esto aumentaría la cantidad de equipos en la máxima categoría en 2005 de 6 a 8.
La Unión de Rugby de Cuyo consiguió su primer campeonato producto de cuatro victorias y una derrota, convirtiéndose en el octavo equipo en conseguir el torneo y la quinta unión del interior en lograrlo. El seleccionado mendocino se consagró en la última fecha al vencer 30-12 de visitante al seleccionado de la Unión Cordobesa de Rugby y gracias a la derrota de la Unión de Rugby de Buenos Aires de local contra Rosario, cortando una racha 14 victorias consecutivas para el seleccionado porteño.

## Equipos participantes
Disputaron esta edición los seleccionados provenientes de veintitrés uniones provinciales: seis en la Zona Campeonato, ocho en la Zona Ascenso y nueve en la Zona Desarrollo.
| División                  | Equipo              | Unión                                                |
| ------------------------- | ------------------- | ---------------------------------------------------- |
| Zona Campeonato 6 equipos | Buenos Aires        | Unión de Rugby de Buenos Aires                       |
| Zona Campeonato 6 equipos | Córdoba             | Unión Cordobesa de Rugby                             |
| Zona Campeonato 6 equipos | Cuyo                | Unión de Rugby de Cuyo                               |
| Zona Campeonato 6 equipos | Nordeste            | Unión de Rugby del Nordeste                          |
| Zona Campeonato 6 equipos | Rosario             | Unión de Rugby de Rosario                            |
| Zona Campeonato 6 equipos | Salta               | Unión de Rugby de Salta                              |
| Zona Ascenso 8 equipos    | Alto Valle          | Unión de Rugby del Alto Valle de Río Negro y Neuquén |
| Zona Ascenso 8 equipos    | Entre Ríos          | Unión Entrerriana de Rugby                           |
| Zona Ascenso 8 equipos    | Mar del Plata       | Unión de Rugby de Mar del Plata                      |
| Zona Ascenso 8 equipos    | Oeste               | Unión de Rugby del Oeste de Buenos Aires             |
| Zona Ascenso 8 equipos    | San Juan            | Unión Sanjuanina de Rugby                            |
| Zona Ascenso 8 equipos    | Santa Fe            | Unión Santafesina de Rugby                           |
| Zona Ascenso 8 equipos    | Tucumán             | Unión de Rugby de Tucumán                            |
| Zona Ascenso 8 equipos    | Sur                 | Unión de Rugby del Sur                               |
| Zona Desarrollo 8 equipos | Austral             | Unión de Rugby Austral                               |
| Zona Desarrollo 8 equipos | Chubut              | Unión de Rugby del Valle del Chubut                  |
| Zona Desarrollo 8 equipos | Formosa             | Unión de Rugby de Formosa                            |
| Zona Desarrollo 8 equipos | Jujuy               | Unión Jujeña de Rugby                                |
| Zona Desarrollo 8 equipos | La Rioja            | Unión Riojana de Rugby                               |
| Zona Desarrollo 8 equipos | Misiones            | Unión de Rugby de Misiones                           |
| Zona Desarrollo 8 equipos | Santiago del Estero | Unión Santiagueña de Rugby                           |
| Zona Desarrollo 8 equipos | Tierra del Fuego    | Unión de Rugby de Tierra del Fuego                   |

## Formato
Los veintidós equipos participantes fueron divididos en tres categorías: Zona Campeonato, Zona Ascenso y Zona Desarrollo.
Zona Campeonato
La Zona Campeonato estuvo compuesta por seis equipos y se resolvió con el sistema de todos contra todos a una sola ronda y alternando encuentros de local y visitante. Se otorgan 4 puntos por partido ganado, 2 por partido empatado y 0 por partidos perdidos. Se otorga 1 punto bonus ofensivo en el caso de marcar cuatro tries o más y 1 punto bonus defensivo por perder por siete puntos de diferencia o menos. El equipo con el mayor puntaje es el campeón del torneo. No hubo descensos durante esta temporada.
Zona Ascenso
La Zona Ascenso se dividió en dos zonas (Norte y Sur) de cuatro equipos cada una. Cada zona se resolvió con el sistema de todos contra todos a una sola ronda y alternando encuentros de local y visitante. Los dos mejores equipos de cada zona clasifican a la etapa final, disputando encuentros a eliminación directa (semifinales y final) para definir el campeón y los ascensos. En semifinales el primero de la subzona Norte enfrentó al segundo de la subzona Sur y viceversa, con los primeros de cada zona actuando de local. Durante esta temporada, ambos finalistas consiguieron el ascenso a la Zona Campeonato de la siguiente edición.
Zona Desarrollo
La Zona Desarrollo se dividió en dos zonas: Norte (cinco equipos) y Sur (tres equipos). Cada zona se resolvió con el sistema de todos contra todos a una sola ronda. La subzona Norte se disputó alternando encuentros de local y visitante, mientras que la subzona Sur se disputó en una sede única. Los ganadores de cada zona ascendieron a la Zona Ascenso de la siguiente edición.

## Zona Campeonato
| Pos. | Equipos      | Partidos | Partidos | Partidos | Tantos | Tantos | Tantos | Pts. |
| Pos. | Equipos      | G        | E        | P        | PF     | PC     | DP     | Pts. |
| ---- | ------------ | -------- | -------- | -------- | ------ | ------ | ------ | ---- |
| 1.°  | Cuyo         | 4        | 0        | 1        | 179    | 97     | +82    | 21   |
| 2.°  | Buenos Aires | 3        | 1        | 1        | 167    | 119    | +48    | 18   |
| 3.°  | Rosario      | 3        | 1        | 1        | 176    | 103    | +73    | 17   |
| 4.°  | Córdoba      | 1        | 3        | 1        | 109    | 121    | -12    | 11   |
| 5.°  | Salta        | 1        | 1        | 3        | 125    | 169    | -44    | 7    |
| 6.°  | Nordeste     | 0        | 0        | 5        | 101    | 248    | -147   | 3    |

|  | Campeón |

Primera fecha
| 6 de marzo | Buenos Aires | 34 - 13 | Salta | Club Pueyrredón, Benavídez                                             |                                                                        |
|            |              | Reporte |       | Asistencia: 600 espectadores Árbitro(s): Victor Rabufetti (Entre Ríos) | Asistencia: 600 espectadores Árbitro(s): Victor Rabufetti (Entre Ríos) |

| 6 de marzo | Córdoba | 13 - 13 | Rosario | Córdoba Athletic Club, Córdoba             |                                            |
|            |         | Reporte |         | Árbitro(s): Marcelo Toscano (Buenos Aires) | Árbitro(s): Marcelo Toscano (Buenos Aires) |

| 6 de marzo | Nordeste | 10 - 43 | Cuyo | Taragüy Rugby Club, Corrientes              |                                             |
|            |          | Reporte |      | Árbitro(s): Ricardo Ponce de León (Tucumán) | Árbitro(s): Ricardo Ponce de León (Tucumán) |

Segunda fecha
| 13 de marzo | Córdoba | 29 - 29      | Buenos Aires | Córdoba Athletic Club, Córdoba              |                                             |
|             |         | p.81 Reporte |              | Árbitro(s): Ricardo Ponce de León (Tucumán) | Árbitro(s): Ricardo Ponce de León (Tucumán) |

| 13 de marzo | Rosario | 68 - 10 | Nordeste | Duendes Rugby Club, Rosario             |                                         |
|             |         | Reporte |          | Árbitro(s): Pablo Deluca (Buenos Aires) | Árbitro(s): Pablo Deluca (Buenos Aires) |

| 13 de marzo | Cuyo | 41 - 17 | Salta | Mendoza Rugby Club, Bermejo         |                                     |
|             |      | Reporte |       | Árbitro(s): Daniel Jabase (Córdoba) | Árbitro(s): Daniel Jabase (Córdoba) |

Tercera fecha
| 20 de marzo | Buenos Aires | 60 - 29 | Nordeste | Estadio Único, La Plata                                                    |                                                                            |
|             |              | Reporte |          | Asistencia: 2500 espectadores Árbitro(s): Juan Pablo Spirandelli (Rosario) | Asistencia: 2500 espectadores Árbitro(s): Juan Pablo Spirandelli (Rosario) |

| 20 de marzo | Rosario | 32 - 41 | Cuyo | Duendes Rugby Club, Rosario                |                                            |
|             |         | Reporte |      | Árbitro(s): Miguel Sandoval (Buenos Aires) | Árbitro(s): Miguel Sandoval (Buenos Aires) |

| 20 de marzo | Salta | 26 - 26 | Córdoba | Jockey Club de Salta, Salta                                           |                                                                       |
|             |       | Reporte |         | Asistencia: 2500 espectadores Árbitro(s): Pablo Deluca (Buenos Aires) | Asistencia: 2500 espectadores Árbitro(s): Pablo Deluca (Buenos Aires) |

Cuarta fecha
| 27 de marzo | Cuyo | 24 - 26      | Buenos Aires | Mendoza Rugby Club, Bermejo             |                                         |
|             |      | p.83 Reporte |              | Árbitro(s): Martín Rodríguez (Santa Fe) | Árbitro(s): Martín Rodríguez (Santa Fe) |

| 27 de marzo | Rosario | 39 - 21 | Salta | Duendes Rugby Club, Rosario               |                                           |
|             |         | Reporte |       | Árbitro(s): Marcelo Pilara (Buenos Aires) | Árbitro(s): Marcelo Pilara (Buenos Aires) |

| 27 de marzo | Nordeste | 23 - 29 | Córdoba | Taragüy Rugby Club, Corrientes              |                                             |
|             |          | Reporte |         | Árbitro(s): Roberto Martínez (Buenos Aires) | Árbitro(s): Roberto Martínez (Buenos Aires) |

Quinta fecha
| 3 de abril | Buenos Aires | 18 - 24 | Rosario | Hindú Club, Don Torcuato            |                                     |
|            |              | Reporte |         | Árbitro(s): Daniel Jabase (Córdoba) | Árbitro(s): Daniel Jabase (Córdoba) |

| 3 de abril | Córdoba | 12 - 30 | Cuyo | Córdoba Athletic Club, Córdoba             |                                            |
|            |         | Reporte |      | Árbitro(s): Victor Rabuffetti (Entre Ríos) | Árbitro(s): Victor Rabuffetti (Entre Ríos) |

| 3 de abril | Salta | 48 - 29 | Nordeste | Jockey Club de Salta, Salta                |                                            |
|            |       | Reporte |          | Árbitro(s): Leonardo Borghi (Buenos Aires) | Árbitro(s): Leonardo Borghi (Buenos Aires) |

| Bandera de la Provincia de Mendoza |
| Cuyo Campeón                       |
| Primer título                      |

## Zona Ascenso
La fase de grupos de la Zona Ascenso también implemento el sistema de puntos bonus.

### Zona Norte
| Pos. | Equipos    | Partidos | Partidos | Partidos | Tantos | Tantos | Tantos | Pts. |
| Pos. | Equipos    | G        | E        | P        | PF     | PC     | DP     | Pts. |
| ---- | ---------- | -------- | -------- | -------- | ------ | ------ | ------ | ---- |
| 1.°  | Tucumán    | 3        | 0        | 0        | 114    | 66     | +48    | 15   |
| 2.°  | Santa Fe   | 2        | 0        | 1        | 92     | 64     | +28    | 11   |
| 3.°  | San Juan   | 1        | 0        | 2        | 69     | 72     | -3     | 6    |
| 4.°  | Entre Ríos | 0        | 0        | 3        | 43     | 116    | -73    | 1    |

|  | Clasifica a semifinales          |
|  | Desciende a Zona Desarrollo 2005 |

| 6 de marzo | San Juan | 41 - 6  | Entre Ríos |                                     |                                     |
|            |          | Reporte |            | Árbitro(s): Javier Olalla (Córdoba) | Árbitro(s): Javier Olalla (Córdoba) |

| 7 de marzo | Tucumán | 37 - 28 | Santa Fe | Santiago Lawn Tennis, Santiago del Estero |                                 |
| |         | Reporte |          | Árbitro(s): Agustín Roby (Cuyo)           | Árbitro(s): Agustín Roby (Cuyo) |
| Debido a sanciones por parte de la Unión Argentina de Rugby, la Unión de Rugby de Tucumán disputó este partido de local en la Provincia de Santiago del Estero. |         |         |          |                                           |                                 |

| 13 de marzo | Santa Fe | 37 - 7  | Entre Ríos | Santa Fe Rugby Club, Santa Fe                     |                                                   |
|             |          | Reporte |            | Árbitro(s): Christian Sánchez Ruiz (Buenos Aires) | Árbitro(s): Christian Sánchez Ruiz (Buenos Aires) |

| 13 de marzo | San Juan | 8 - 39  | Tucumán |                                      |                                      |
|             |          | Reporte |         | Árbitro(s): Javier Mancuso (Córdoba) | Árbitro(s): Javier Mancuso (Córdoba) |

| 20 de marzo | Santa Fe | 27 - 20 | San Juan | CRAI, Santa Fe                          |                                         |
|             |          | Reporte |          | Árbitro(s): Agustín Auad (Buenos Aires) | Árbitro(s): Agustín Auad (Buenos Aires) |

| 20 de marzo | Entre Ríos | 30 - 38 | Tucumán | CA Estudiantes, Paraná                      |                                             |
|             |            | Reporte |         | Árbitro(s): Roberto Martínez (Buenos Aires) | Árbitro(s): Roberto Martínez (Buenos Aires) |

### Zona Sur
| Pos. | Equipos       | Partidos | Partidos | Partidos | Tantos | Tantos | Tantos | Pts. |
| Pos. | Equipos       | G        | E        | P        | PF     | PC     | DP     | Pts. |
| ---- | ------------- | -------- | -------- | -------- | ------ | ------ | ------ | ---- |
| 1.°  | Mar del Plata | 3        | 0        | 0        | 110    | 31     | +79    | 14   |
| 2.°  | Alto Valle    | 2        | 0        | 1        | 80     | 58     | +22    | 9    |
| 3.°  | Sur           | 1        | 0        | 2        | 67     | 62     | +5     | 5    |
| 4.°  | Oeste         | 0        | 0        | 3        | 47     | 153    | -106   | 0    |

|  | Clasifica a semifinales          |
|  | Desciende a Zona Desarrollo 2005 |

| 6 de marzo | Mar del Plata | 63 - 8  | Oeste | Mar del Plata Club, Mar del Plata   |                                     |
|            |               | Reporte |       | Árbitro(s): Curuchet (Buenos Aires) | Árbitro(s): Curuchet (Buenos Aires) |

| 7 de marzo | Alto Valle | 21 - 13 | Sur | Neuquén Rugby Club, Neuquén      |                                  |
|            |            | Reporte |     | Árbitro(s): Rafael Molina (Cuyo) | Árbitro(s): Rafael Molina (Cuyo) |

| 14 de marzo | Mar del Plata | 26 - 8  | Alto Valle | Mar del Plata Club, Mar del Plata          |                                            |
|             |               | Reporte |            | Árbitro(s): Martín Cesarsky (Buenos Aires) | Árbitro(s): Martín Cesarsky (Buenos Aires) |

| 14 de marzo | Oeste | 20 - 39 | Sur | Club Los Miuras, Junín                     |                                            |
|             |       | Reporte |     | Árbitro(s): Martín Laurelli (Buenos Aires) | Árbitro(s): Martín Laurelli (Buenos Aires) |

| 20 de marzo | Sur | 15 - 21 | Mar del Plata | Club Soc. Sportiva, Bahía Blanca     |                                      |
|             |     | Reporte |               | Árbitro(s): César Dalla Torre (Cuyo) | Árbitro(s): César Dalla Torre (Cuyo) |

| 21 de marzo | Oeste | 19 - 51 | Alto Valle | Club Soc. Chacabuco, Chacabuco       |                                      |
|             |       | Reporte |            | Árbitro(s): José Favretto (Nordeste) | Árbitro(s): José Favretto (Nordeste) |

|  | Semifinales   | Semifinales   | Semifinales |         |               | Final         | Final      | Final      |  |
|  | 27 de marzo   | 27 de marzo   | 27 de marzo |         |               | 3 de abril    | 3 de abril | 3 de abril |  |
|  |               |               |             |         |               |               |            |            |  |
|  |               |               |             |         |               |               |            |            |  |
|  | Mar del Plata | Mar del Plata | 27          |         |               |               |            |            |  |
|  | Mar del Plata | Mar del Plata | 27          |         |               |               |            |            |  |
|  | Santa Fe      | Santa Fe      | 23          |         |               |               |            |            |  |
|  | Santa Fe      | Santa Fe      | 23          |         | Mar del Plata | Mar del Plata | 20         |            |  |
|  |               |               |             |         | Mar del Plata | Mar del Plata | 20         |            |  |
|  |               |               | Tucumán     | Tucumán | 45            |               |            |            |  |
|  | Tucumán       | Tucumán       | Tucumán     | Tucumán | 45            | 84            |            |            |  |
|  | Tucumán       | Tucumán       |             |         |               | 84            |            |            |  |
|  | Alto Valle    | Alto Valle    | 8           |         |               |               |            |            |  |
|  | Alto Valle    | Alto Valle    | 8           |         |               |               |            |            |  |
|  |               |               |             |         |               |               |            |            |  |

### Semifinales
| 27 de marzo | Mar del Plata | 27 - 23 | Santa Fe | Mar del Plata Club, Mar del Plata          |                                            |
|             |               | Reporte |          | Árbitro(s): Leonardo Borghi (Buenos Aires) | Árbitro(s): Leonardo Borghi (Buenos Aires) |

| 27 de marzo | Tucumán | 84 - 8  | Alto Valle | Tucumán Lawn Tennis, Tucumán        |                                     |
|             |         | Reporte |            | Árbitro(s): Daniel Jabase (Córdoba) | Árbitro(s): Daniel Jabase (Córdoba) |

### Final
| 3 de abril | Mar del Plata | 20 - 45 | Tucumán | Mar del Plata Club, Mar del Plata       |                                         |
|            |               | Reporte |         | Árbitro(s): Pablo Deluca (Buenos Aires) | Árbitro(s): Pablo Deluca (Buenos Aires) |

## Zona Desarrollo
Los encuentros de la Zona Desarrollo pertenecientes a la Zona Norte se disputaron en paralelo con el resto de las categorías superiores (Campeonato y Ascenso), mientras que los encuentros de la Zona Sur se llevaron a cabo íntegramente entre el 7 y el 11 de noviembre, una vez terminado el torneo.

### Zona Norte
| Pos. | Equipos         | Partidos | Partidos | Partidos | Tantos | Tantos | Tantos | Pts. |
| Pos. | Equipos         | G        | E        | P        | PF     | PC     | DP     | Pts. |
| ---- | --------------- | -------- | -------- | -------- | ------ | ------ | ------ | ---- |
| 1.°  | Sgo. del Estero | 4        | 0        | 0        | 191    | 70     | +121   |      |
| 2.°  | Misiones        | 3        | 0        | 1        | 168    | 71     | +97    |      |
| 3.°  | Formosa         | 2        | 0        | 2        | 119    | 97     | +22    | 10   |
| 4.°  | Jujuy           | 1        | 0        | 3        | 83     | 134    | -51    |      |
| 5.°  | La Rioja        | 0        | 0        | 4        | 47     | 236    | -189   | 1    |

|  | Asciende a Zona Ascenso 2005 |

| 6 de marzo | Misiones | 50 - 24 | Jujuy | Tacurú Social Club, Posadas |  |
|            |          | Reporte |       |                             |  |

| 6 de marzo | Formosa | 12 - 33 | Santiago del Estero | Aguará RHC, Formosa |  |
|            |         | Reporte |                     |                     |  |

| 14 de marzo | Jujuy | 28 - 37 | Formosa |  |  |
|             |       | Reporte |         |  |  |

| 14 de marzo | Santiago del Estero | 89 - 15 | La Rioja |  |  |
|             |                     | Reporte |          |  |  |

| 20 de marzo | La Rioja | 15 - 19 | Unión Jujeña de Rugby |  |  |
|             |          | Reporte |                       |  |  |

| 20 de marzo | Formosa | 10 - 19 | Misiones |                                 |                                 |
|             |         | Reporte |          | Árbitro(s): Mariano de la Torre | Árbitro(s): Mariano de la Torre |

| 27 de marzo | Jujuy | 12 - 32 | Santiago del Estero |  |  |

| 27 de marzo | Misiones | 68 - 0 | La Rioja |  |  |

| 3 de abril | La Rioja | 17 - 60 | Formosa |  |  |

| 3 de abril | Santiago del Estero | 37 - 31 | Misiones |  |  |

### Zona Sur
| Pos. | Equipos          | Partidos | Partidos | Partidos | Tantos | Tantos | Tantos | Pts. |
| Pos. | Equipos          | G        | E        | P        | PF     | PC     | DP     | Pts. |
| ---- | ---------------- | -------- | -------- | -------- | ------ | ------ | ------ | ---- |
| 1.°  | Chubut           | 2        | 0        | 0        | 63     | 24     | +39    | 9    |
| 2.°  | Austral          | 1        | 0        | 1        | 76     | 29     | +47    | 4    |
| 3.°  | Tierra del Fuego | 0        | 0        | 2        | 29     | 115    | -86    | 0    |

|  | Asciende a Zona Ascenso 2005 |

| 7 de abril | Chubut | 44 - 19 | Tierra del Fuego | Trelew, |  |

| 9 de abril | Tierra del Fuego | 10 - 71 | Austral | Trelew, |  |

| 11 de abril | Chubut | 19 - 5 | Austral | Trelew, |  |